# Celmisia flaccida
Celmisia flaccida là một loài thực vật có hoa trong họ Cúc. Loài này được Cockayne mô tả khoa học đầu tiên.